# Товариство української мови Київського національного університету ім. Т. Г. Шевченка

Номінанти і лавреати шорічного конкурсу ТУМ Київського національного університету ім. Т. Г. Шевченка на екскурсії в Лінгвістичному музеї університету.

Товариство української мови Київського національного університету ім. Т. Г. Шевченка — одне з перших Товариств української мови в Україні при вищому навчальному закладі.

## З історії Товариства
Установчі збори Товариства української мови імені Т. Шевченка на факультеті романо-германської філології відбулися 9 лютого 1989 року в актовій залі гуманітарного корпусу (нині це приміщення Інституту філології). Це був перший осередок Товариства в університеті. Його голова Радчук Віталій Дмитрович був делегатом на І установчій Конференції Всеукраїнського Товариства української мови імені Т. Г. Шевченка, яка відбулася 11-12 лютого у Будинку кіно.
Університетське ТУМ брало активну участь у розбудові Всеукраїнського Товариства. Доктора наук Василя Яременка було обрано заступником голови Товариства Дмитра Павличка, Анатолій Погрібний увійшов до Центрального правління, а Віталій Довгич — до Головної ради.
Після Другої конференції Всеукраїнського Товариства української мови імені Т. Г. Шевченка, що скликалася 29-30 вересня 1990 року в Жовтневому палаці і зібрала з усього світу 1200 делегатів, жодна крайова організація не мала стільки представників у центральному керівництві Товариства, як Товариства української мови Київського національного університету ім. Т. Г. Шевченка: четверо було в Центральному правлінні ТУМ, семеро — у Головній раді, редколегія ТУМівської газети «Слово» на дві третини була університетською.
1991 року в Товаристві було 140 тисяч членів. Університетське ТУМ мало тоді за реєстром 500 членів і принаймні ще стільки ж активних кандидатів.
1989 року на факультеті українською мовою заняття вели тільки члени Товариства. З ініціативи ТУМ університету Вчена Рада своєю ухвалою від 24 червня прийняла програму переходу факультету на викладання українською мовою.
У Верховній, Київській міській та інших радах у 1989 році діяли ТУМівські фракції.
Товариство української мови Київського національного університету ім. Т. Г. Шевченка — учасник Ювілейної конференції 1998 р., присвяченої 10-річчу Товариства, наукової конференції «Мовні конфлікти і гармонізація суспільства» 2001 р. та Круглого столу 2009 р. — на 20-річчя Товариства.
ТУМ Київського національного університету ім. Т. Шевченка проводить конференції, диспути, конкурси, дослідження і є осідком Громадського добродійного фонду ім. І. Білозора та щотижневого семінару термінологів Києва.

## Статут Товариства
Статут
Товариства української мови
Київського університету
імені Тараса Шевченка
І. Загальні положення
1. Товариство української мови імені Тараса Шевченка Київського університету (далі — Товариство) — добровільна громадська організація, що керується у своїй діяльності чинним законодавством України і цим Статутом.
2. Товариство будує свою роботу на засадах патріотизму, суспільної та національної злагоди, демократизму, гласності, плюралізму думок і поглядів, громадської ініціативи, добродійності та самоврядування.
ІІ. Мета і форми діяльності
3. Головною метою Товариства є відродження й утвердження української мови в Україні.
4. Виходячи з потреб України в кадрах інтелігенції, Товариство передусім докладає зусиль для повноцінного функціонування української мови в усіх ділянках університету: а) у викладанні;
б) у повсякденному спілкуванні;
в) у науковій роботі викладачів і студентів;
г) у написанні та виданні підручників і посібників;
ґ) у словникарстві та перекладацькій справі;
д) на зборах, засіданнях, нарадах, конференціях;
е) у діловодстві та інформації;
є) у художній самодіяльності;
ж) у бібліотечному забезпеченні тощо.
5. Товариство сприяє всебічному розвиткові української мови, повнішому й глибшому опануванню нею як інструментом мислення і духовною цінністю.
6. Товариство охороняє чистоту й самобутність української мови, протидіє її каліченню.
7. Товариство дбає про історичну пам'ять, національну самосвідомість і гідність українського суспільства і на цій основі проводить відповідну культурологічну роботу.
8. Для здійснення статутних цілей Товариство: а) залучає широку громадськість до відродження української мови в усіх сферах суспільного життя, використовуючи для цього її творчу ініціативу, матеріальні можливості, добровільну співпрацю;
б) допомагає у вивченні української мови та організації навчання;
в) досліджує українську мову в усіх її соціальних, регіональних, історичних та стилістичних проявах, обґрунтовує норми її вживання;
г) розробляє методичні моделі опанування українською мовою;
ґ) вносить пропозиції щодо способів впровадження української мови, мовної політики;
д) вивчає і популяризує історію України, українське мистецтво, фольклор, народні традиції і звичаї;
е) опікується пам'ятками культури, зокрема словесної;
є) підтримує діяльність осіб і колективів, спрямовану на примноження культурної спадщини;
ж) проводить наукові конференції, лекції, диспути, свята рідної мови й слов'янської писемності, вечорниці, екскурсії, концерти, конкурси, відзначає пам'ятні дати тощо;
з) сприяє поширенню української преси й книги;
и) здійснює громадський контроль за впровадженням української мови як державної у повному обсязі;
і) захищає права й гідність своїх членів;
ї) співпрацює з аналогічними товариствами, з державними й громадськими органами, організаціями, установами й закладами;
й) безпосередньо здійснює міжнародні зв'язки з українознавчими інституціями за кордоном;
к) здійснює господарську діяльність.
9. Товариство має свою газету й журнал і видає інші матеріали для виконання своїх статутних завдань.
ІІІ. Члени Товариства
10. Членами Товариства можуть бути студенти, викладачі, співробітники університету та інші громадяни, що визнають Статут Товариства і беруть участь у його діяльності.
11. Прийом до Товариства проводять збори осередку за усною заявою вступника. Індивідуальні, асоційовані та почесні члени, а також асоційовані осередки приймаються Радою Товариства.
12. Члени товариства мають право: а) обирати й бути обраними до керівних органів Товариства;
б) користуватися матеріальною та моральною підтримкою Товариства.
13. Члени Товариства зобов'язані: а) дотримувати вимог Статуту;
б) утверджувати особистим прикладом функціонування української мови в усіх ділянках суспільного життя.
14. Члени Товариства сплачують щорічний членський внесок, розмір якого визначається Радою. Внески членів асоційованих осередків визначаються самими осередками і витрачаються на потреби цих осередків.
15. Членство в Товаристві припиняється: а) за власним бажанням;
б) за рішенням осередку, що встановив порушення членом Статуту, дискредитацію Товариства або втрату зв'язків з ним;
в) за рішенням Ради у тих самих випадках.
IV. Органи Товариства
16. Найвищим органом Товариства є конференція, яка скликається Радою раз у два роки. Позачергові Конференції скликає Рада за власною ініціативою або на вимогу не менше як третини членів Товариства.
17. Конференція: а) приймає Статут і вносить до нього зміни;
б) обирає Раду;
в) обирає голову Товариства і його заступників;
г) обирає скарбника та ревізійну комісію;
ґ) обирає редакторів газети та журналу;
д) розглядає і затверджує звіти Ради й ревізійної комісії;
е) визначає чергові завдання Товариства;
є) розглядає інші питання діяльності Товариства.
18. Рішення Конференції приймається простою більшістю голосів у присутності не менше двох третин делегатів. Спосіб голосування (таємне чи відкрите) визначає Конференція.
19. Рада керує діяльністю Товариства між Конференціями.
20. Рада: а) організовує і контролює виконання ухвал Конференції та вимог Статуту;
б) розпоряджається коштами та майном Товариства;
в) представляє Товариство у взаєминах з державними й громадськими організаціями та окремими громадянами;
г) розглядає поточні питання діяльності Товариства;
ґ) має право кооптувати при потребі до свого складу до третини від числа обраних членів.
21. Ухвали Ради приймаються простою більшістю голосів у присутності не менше двох третин її членів.
22. Ревізійна комісія контролює фінансово-господарську діяльність Ради, облік майна Товариства.

V. Структура Товариства
23. Товариство включає Раду, осередки, індивідуальні та асоційовані члени, асоційовані осередки.
24. Осередки Товариства створюються на факультетах, відділеннях, кафедрах, курсах, у групах, лабораторіях та в інших підрозділах університету.
25. Осередок самостійно планує свою роботу і самоврядується загальними зборами, на яких визначає свою структуру, обирає голову й скарбника осередку, уповноважує делегатів на Конференції і представників до Ради Товариства.
26. У випадку невідповідності діяльності осередку цьому Статутові Рада має право припинити членство осередку в Товаристві.
27. Для здійснення конкретних цілей Товариства можуть створюватися секції, комісії, творчі колективи, кооперативи та малі підприємства.
VI. Кошти та майно Товариства
28. Товариство має кошти на банківських рахунках та своє майно.
29. Кошти Товариства складаються з: а) членських внесків;
б) добровільних пожертв громадян, відрахувань організацій, колективів-виконавців і трудових колективів;
в) прибутків від видавничої, лекційної, концертної, кооперативної та іншої статутної діяльності Товариства;
г) інших надходжень.
30. Кошти Товариства витрачаються на організаторську, господарську, наукову, просвітницьку, добродійну та іншу статутну діяльність Товариства.
31. Голова Товариства, його заступник, члени Ради працюють на громадських засадах.
VII. Правовий статус Товариства
32. Товариство української мови ім. Тараса Шевченка Київського університету є юридичною особою.
33. Товариство має штамп та печатку встановленого зразка, а також свою емблему й корогву, що затверджуються Радою і виготовляються виключно за її згодою.
34. Адреса Товариства: Київ 01033, вул. Володимирська, 60, Київський національний університет ім. Т.Шевченка, кімн. 147.
Прийнято Установчою конференцією 14 грудня 1989 року. Зі змінами на Третій конференції
17 березня 1993 року, Четвертій 17 травня 1995 року і Восьмій 16 червня 2004 року.

## Переможці наукових студентських конкурсів Товариства української мови і МБФ «Смолоскип» з українознавства
1-й конкурс 1996 року
- Степан Захаркін (1-е місце), студент 1 курсу філологічного факультету Київського університету ім. Т. Шевченка (відділення української мови та літератури). Тема: «П. Куліш — перекладач».

- Вікторія Ковальчук (2-е місце), студентка 1 курсу філологічного факультету Київського університету ім. Т. Шевченка (відділення фольклористики). Тема: «Проблеми дослідження української чарівної казки в контексті сучасності».

- Юрій Дорошенко (2-е місце), студент 2 курсу Інституту журналістики Київського університету ім. Т. Шевченка. Тема: «Мова та держава: аспекти взаємодії».

- Юлія Ніколайчук (3-є місце), учениця 11-б класу гімназії східних мов м. Києва (надалі — студентка Відділення сходознавства Київського університету ім. Т. Шевченка). Тема: «Хто за волю життя віддав — той не вмирає!» (О.Ольжич — науковець, політик, поет)".

- Богдан Харахаш (3-є місце), студент 4 курсу філософського факультету Київського університету ім. Т. Шевченка (відділення політології). Тема: «Поняття націоналізму».

2-й конкурс 1997 року
- Юлія Дмитренко (2-е місце), випускниця Української гімназії м. Києва (надалі — студентка філологічного факультету Національного університету ім. Т. Шевченка, відділення фольклористики). Тема: «Символіка поезій Олени Теліги».

- Андрій Нечипоренко (2-е місце), випускник школи № 251 м. Києва (надалі — студент філологічного факультету Національного університету ім. Т. Шевченка). Тема: «Іван Багряний на великому конвеєрі життя».

- Олександр Бутирський (3-є місце), студент 3 курсу Інституту журналістики Київського університету ім. Т. Шевченка. Тема: «Мова та духовне відродження нації».

- Сергій Кулик (3-є місце), студент 5 курсу факультету україністики Волинського університету. Тема: «Микола Іванович Міхновський — поборник самостійності України».

- Лідія Мельник (3-є місце), студентка 3 курсу теоретико-композиторського факультету Львівського музичного інституту ім. М. Лисенка. Тема: «Анатоль Вахнянин. Штрихи до портрета».

- Олена Охріменко (3-є місце), студентка 4 курсу відділення перекладачів факультету іноземної філології Київського університету ім. Т. Шевченка. Тема: «Аліса» Люїса Керола з погляду перекладацьких можливостей".

- Юрій Приходнюк (3-є місце), студент 4 курсу історичного факультету Київського університету ім. Т. Шевченка. Тема: «Антський союз східнослов'янських племен».

- Оксана Пустовіт (3-є місце), студентка 3 курсу архітектурного факультету Київського державного технічного університету будівництва та архітектури. Тема: «Роль народних традицій у розвитку національної колористики сучасної архітектури України».

- Тарас Стефанишин (3-є місце), студент 3 курсу відділу історії та теорії мистецтва Львівської академії мистецтв. Тема: «Конструкція та оздоблення іконостаса в системі декору інтер'єрів галицьких церков XVII — поч. XVIII ст».

3-й конкурс 1998 року «Мова в Україні»
- Михайлина Скорик (1-е місце), студентка 2 курсу Інституту журналістики Київського університету ім. Т. Шевченка. Тема: «Становлення української літературної мови на початку XX ст. (на матеріалі періодичних видань)».

- Наталя Даниленко (2-е місце), учениця 11 класу ліцею «Наукова зміна» м. Києва (надалі — студентка факультету соціології і психології Національного університету ім. Т. Шевченка). Тема: «А. Ю. Кримський — дослідник проблем української мови».

- Дзвенислава Матіяш (2-е місце), студентка 3 курсу факультету гуманітарно-суспільних наук Києво-Могилянської академії. Тема: «Внесок Олени Курило в розвиток сучасної української літературної мови».

- Вікторія Атаманчук (3-є місце), учениця 11 класу Кам'янець-Подільської школи № 9 (надалі — студентка філологічного факультету Кам'янець-Подільського державного педагогічного університету, спеціальність — українська мова і література та англійська мова і література). Тема: «Мовна гра — шлях до знань».

- Тетяна Березюк (3-є місце), студентка 4 курсу факультету української філології Педагогічного університету ім. М. Драгоманова. Тема: «Походження прізвищ жителів села Великі Дмитровичі Обухівського району Київської області».

- Тетяна Солодкіна (3-є місце), студентка 1 курсу магістратури філологічного факультету Київського університету ім. Т. Шевченка. Тема: «Термінологічні дослідження в Україні. Феномен Інституту української наукової мови».

4-й конкурс 1999 року «Українська мова вчора, сьогодні, завтра»
- Олесь Андрійчук (2-е місце), студент 3 курсу юридичного факультету Волинського державного університету ім. Лесі Українки. Тема: «Проблема реалізації статті 10 Конституції України про статус української мови: суспільно-юридичний аспект».

- Лілія Брудницька (2-е місце), студентка 5 курсу Інституту журналістики Національного університету ім. Т. Шевченка. Тема: «Сучасна реклама в Україні: мовностилістичні особливості».

- Станіслав Шумлянський (2-е місце), студент 2 курсу факультету гуманітарних і суспільних наук Національного університету «Києво-Могилянська академія». Тема: «Мовне питання в українській політиці».

- Катерина Василів (3-є місце), студентка 4 курсу факультету української філології Черкаського державного університету ім. Б. Хмельницького. Тема: «Історичні трансформації і сучасні перспективи функціонування сакральної лексики в українській мові».

- Алла Думенко (3-є місце),, курсантка 1 курсу правового факультету Академії митної служби України. Тема: «Походження та розвиток митних термінів».

- Оксана Мельник (3-є місце), студентка 2 курсу Київського педагогічного коледжу ім. К. Ушинського, Михайло Мельник, студент 2 курсу Інституту журналістики Національного університету ім. Т. Шевченка. Тема: «Український правопис у контексті розвитку нації».

- Юлія Рисіч (3-є місце), студентка 4 курсу факультету української філології та мистецтвознавства Дніпропетровського державного університету. Тема: «Український правопис — генетичне вбрання мови».

- Олена Рум'янцева (3-є місце), студентка 5 курсу факультету української філології Рівненського державного гуманітарного університету. Тема: «Естетика літературних антропонімів (на матеріалі роману П. Загребельного „Тисячолітній Миколай“)».

5-й конкурс 2000 року «Доля мови — доля народу»
- Олена Руда (1-е місце), студентка 4 курсу філологічного факультету Національного університету ім. Т. Шевченка (відділення української мови та літератури). Тема: «Явище змішування української та російської мов: суржик».

- Богдана Матіяш (2-е місце), студентка 2 курсу факультету гуманітарно-суспільних наук Києво-Могилянської академії (спеціалізація — філологія). Тема: «Мовна політика в Україні: 90-ті роки XX століття».

- Ольга Германова (3-є місце), студентка 2 курсу Інституту журналістики Національного університету ім. Т. Шевченка. Тема: «Драматична доля української мови: історичне буття в проекції на сьогодення».

- Тетяна Кондратюк (3-є місце), студентка 1 курсу філологічного факультету Національного університету ім. Т. Шевченка (відділення української мови та літератури). Тема: «Молодіжний сленг як об'єкт соціолінгвістичного дослідження».

- Ірина Марко (3-є місце), студентка 2 курсу філологічного факультету Чернівецького державного університету ім. Ю. Федьковича. Тема: «Українські назви городніх та садових культур в історико-етимологічному та лінгвогеографічному висвітленні».

- Євген Плахута (3-є місце), студент 1 курсу магістерської програми «Політологія» Києво-Могилянської академії. Тема: «Місце мови при формуванні націй: східноєвропейський контекст і Україна сьогодні».

- Ніна Шевченко (3-є місце), студентка 4 курсу філологічного факультету Національного університету ім. Т. Шевченка (відділення української мови та літератури). Тема: «Топонімія Пирятинського району Полтавської області: етимологія та словотвір».

6-й конкурс 2001 року «Українська мова в колі європейських мов»
- Надія Даниш (1-е місце), студентка 1 курсу філологічного факультету Вінницького державного педагогічного університету ім. М. Коцюбинського. Тема: «Українська мова в колі європейських мов».
- Білянська Ольга (2-е місце), студентка 3 курсу факультету журналістики Львівського національного університету ім. І. Франка. Тема: «Мовна агресія як антипод культури мовлення».
- Гладушина Оксана (3-є місце), учениця 11-а класу середньої спеціалізованої школи № 30 м. Луганська (надалі — студентка Інституту міжнародних відносин Київського національного університету ім. Т. Шевченка). Тема: «Українська мова в колі європейських мов».
- Олена Копиця (3-є місце), студентка 1 курсу факультету романо-германської філології Черкаського державного університету ім. Б. Хмельницького. Тема: «Українська мова в колі європейських мов».

7-й конкурс 2002 року «Нове тисячоліття української мови»
- Наталя Якубчак (1-е місце), студентка 2 курсу факультету гуманітарних і суспільних наук Національного університету «Києво-Могилянська академія». Тема: «Мовна ситуація в НаУКМА».

- Юлія Антонів (2-е місце), студентка 3 курсу факультету гуманітарних і суспільних наук Національного університету «Києво-Могилянська академія». Тема: «Реабілітація репресованої лексики».
- Ірина Мельник (2-е місце), студентка 3 курсу відділення української мови та літератури Інституту філології Київського національного університету ім. Т. Шевченка. Тема: «Структурні особливості українських ономатопей».
- Мілена Завадовська (3-є місце), студентка 3 курсу факультету іноземної філології Миколаївського державного педагогічного університету. Тема: «Українська мова нового тисячоліття».
- Вікторія Наріжна (3-є місце), студентка 3 курсу факультету української філології та мистецтвознавства Дніпропетровського націонаального університету. Тема: «Комп'ютерні жаргонізми в українській мові».
- Ольга Яремко (3-є місце), студентка 3 курсу Інституту прикладної математики і фундаментальних наук при Національному університеті «Львівська політехніка». Тема: «Нове тисячоліття української мови».

8-й конкурс 2003 року «Мовний простір сучасної України»
- Наталя Іванова (1-е місце), студентка 4 курсу факультету гуманітарних наук Національного університету «Києво-Могилянська академія». Тема: «Мовна ситуація в українському віртуальному просторі».

- Наталя Брагінець (2-е місце), студентка 3 курсу факультету гуманітарних наук Національного університету «Києво-Могилянська академія». Тема: «Правописна дискусія як виразник сучасної мовної ситуації в Україні».
- Надія Драган (3-є місце), студентка 3 курсу факультету іноземних мов та журналістики Гуманітарного університету «Запорізький інститут державного і муніципального управління». Тема: «Людина у мовному просторі».
- Анна Скорофатова (3-є місце), студентка 3 курсу факультету української філології Луганського державного педагогічного університету ім. Т. Шевченка. Тема: «Стилістика терміна в сучасній українській поезії».
- Мар'яна Цеголко (3-є місце), студентка 1 курсу Інституту комп'ютерних наук та інформаційних технологій Національного університету «Львівська політехніка». Тема: «Мовний простір у засобах масової інформації».
- Олександр Циценко (3-є місце), студент 3 курсу економічного факультету Кіровоградського державного технічного університету. Тема: «Українська мова вчора, сьогодні, завтра».

9-й конкурс 2004 року «Мова ЗМІ і вплив на свідомість»
- Ірина Федорченко (1-е місце), студентка 5 курсу соціально-гуманітарного факультету Національного педагогічного університету ім. М. Драгоманова. Тема: «Мова українських ЗМІ та її вплив на свідомість громадян України».
- Ніна Павлюк, (2-е місце), студентка 3 курсу факультету гуманітарних наук Національного університету «Києво-Могилянська академія». Тема: «Мовна ситуація в телевізійних програмах для молоді».
- Оксана Сенишин (2-е місце), студентка 4 курсу факультету журналістики Львівського національного університету ім. І. Франка. Тема: «Телепрограми і проблеми екології українського слова».

10-й конкурс 2005 року «Українська мова доби незалежності»
- Оксана Ігнатенко (1-е місце), студентка 5 курсу факультету журналістики Львівського національного університету ім. І. Франка. Тема: «Українська мова в контексті подій Помаранчевої революції».
- Дмитро Дроздовський (2-е місце), студент 1 курсу факультету гуманітарних наук Національного університету «Києво-Могилянська академія». Тема: «Мова доби незалежності як засіб відродження генетичної пам'яті».
- Ольга Калашник (2-е місце), студентка 4 курсу Інституту філології Київського національного університету ім. Т. Шевченка. Тема: «Мова незалежності».
- Ольга Дацків (3-є місце), студентка 1-го курсу факультету іноземних мов Кременецького обласного гуманітарно-педагогічного інституту ім. Т. Шевченка. Тема: «Українська мова — духовна основа української нації».
- В'ячеслав Левицький (3-є місце), студент 1 курсу Інституту філології Київського національного університету ім. Т. Шевченка. Тема: «Постмодерний катарсис у проекції на сучасну українську художню мову».
- Ярослав Сокольніков (3-є місце), учень 11 класу школи № 4 м. Горлівки. Тема: «Українська мова доби незалежності. Розвиток орфографії та орфоепії».

11-й конкурс 2006 року «Українська мова: погляд у майбутнє»
- Ольга Дацків (1-е місце), студентка 2 курсу факультету іноземних мов Кременецького обласного гуманітарно-педагогічного інституту ім. Т. Шевченка. Тема: «Українська мова: минуле, сучасне, майбутнє».
- Ірина Процик (2-е місце), студентка 5 курсу факультету журналістики Львівського національного університету ім. І. Франка. Тема: «Сучасне ефірне мовлення: стратегія запитань».
- Сергій Клок (3-є місце), студент 1 курсу факультету міжнародних економічних відносин Херсонського національного технічного університету. Тема: «Революційний прояв специфіки української нації».
- Ольга Чорній (3-є місце), студентка 2 курсу Запорізького педагогічного коледжу. Тема: «Фразеологія — скарбниця фольклору, вірне дзеркало народного життя, літопис історичних подій».

12-й конкурс 2007 року «Народ і слово»
- Вероніка Жиленко (1-е місце), студенка 3 курсу Інституту філології Київського національного університету ім. Т. Шевченка. Тема: «Лінгвоекологічні виміри двомовності».
- Ольга Левицька (2-е місце), студентка 2 курсу Запорізького педагогічного коледжу. Тема: «Слово набуває ваги в контексті справ».
- Олександр Стукало (2-е місце), студент 2 курсу факультету гуманітарних наук Національного університету «Києво-Могилянська академія». Тема: "Мовна гра в романі М. Матіос «Місіс і містер Ю в країні укрів».
- Іванна Прєснякова (3-є місце), студентка 4 курсу Смілянського природничо-математичного ліцею. Тема: «Константи творчості Т. Шевченка в контексті цензури імперських періодів та етносвідомість сучасної української учнівської молоді».
- Наталя Циценко (3-є місце), студентка 1 курсу мистецького факультету Кіровоградського педагогічного університету ім. В. Винниченка. Тема: «Втрата самих себе».
- Лілія Юрчик (3-є місце), учениця 10-А класу школи-колегіуму № 3 м. Сміла. Тема: «Сленгове мовлення сучасних українських учнів (на матеріалі соціолінгвістичного анкетування школи-колегіуму № 3, м. Сміла)».

13-й конкурс 2008 року «Мовна стійкість і мовна толерантність»
- Тамара Гуменюк (1-е місце), студентка 2 курсу факультету гуманітарних наук Національного університету «Києво-Могилянська академія». Тема: «Поняття мовної стійкості в білінгвальній ситуації».
- Катерина Гільдібрандт (2-е місце), студентка 2 курсу Запорізького педагогічного коледжу. Тема: «Мовна стійкість і мовна толерантність. Погляд на проблему».

14-й конкурс 2009 року «Мова — душа народу»
- Ганна Шевчук (1-е місце), студентка 4 курсу факультету гуманітарних наук Національного університету «Києво-Могилянська академія». Тема: «Мовна політика після Помаранчевої революції».
- Олена Самсонова (2-е місце), студентка 2 курсу факультету гуманітарних наук Національного університету «Києво-Могилянська академія». Тема: «Термінологічні проблеми перекладу міжнародно-правових актів (на прикладі Європейської хартії регіональних або меншинних мов)».
- Інна Сорока (2-е місце), студентка 4 курсу факультету гуманітарних наук Національного університету «Києво-Могилянська академія». Тема: «Іншомовні слова в „Історії України-Руси“ М. Грушевського».
- Ольга Зайцева (3-є місце), студентка 4 курсу факультету гуманітарних наук Національного університету «Києво-Могилянська академія». Тема: «Ремарки „застаріле“ та „рідковживане“ у словниках української мови другої половини ХХ ст. — поч. ХХІ ст.»
- Дарина Лінькова (3-є місце), студентка 5 курсу Інституту філології Київського національного університету імені Тараса Шевченка. Тема: «Недопереклад».
- Тетяна Пронь (3-є місце), студентка 4 курсу факультету гуманітарних наук Національного університету «Києво-Могилянська академія». Тема: «Синонімічні ряди в лексикографічних джерелах (на матеріалі „Російсько-українського словника“ за редакцією А. Кримського».

15-й конкурс 2010 року «Мова і духовність»
- Оксана Ваф'я (1-е місце), студентка 4 курсу факультету гуманітарних наук Національного університету «Києво-Могилянська академія». Тема: «Нарис історії українського евфемізму».
- Анастасія Кучинська (2-е місце), студентка 2 курсу Інституту філології Київського національного університету імені Тараса Шевченка. Тема: «Мова і духовність».
- Роксолана Жаркова (3-є місце), студентка 5 курсу філологічного факультету Львівського національного університету імені Івана Франка. Тема: "Античний дух жіночої фантазії Ольги Кобилянської «Valse melancolique».
- Катерина Львова (3-є місце), студентка 4 курсу Інституту філології Київського національного університету імені Тараса Шевченка. Тема: «Іншомовні запозичення у сучасній українській мові».
- Катерина Максимова (3-є місце), студентка 4 курсу Інституту філології Київського національного університету імені Тараса Шевченка. Тема: "Духовний світ у поемі «Чорнобильська Мадонна» Івана Драча через призму історизмів.

16-й конкурс 2011 року «Мова і влада»
- Яна Сабляш (2-е місце), студентка 1 курсу магістратури Інституту філології Київського національного університету імені Тараса Шевченка, спеціальність — українська мова та література і іноземні мови. Тема: «Мова у владі: мовленнєвий портрет політичного лідера Арсенія Яценюка».
- Богдана Климентовська (3-є місце), студентка 2 курсу факультету гуманітарних наук Національного університету «Києво-Могилянська академія», спеціальність — філософія. Тема: «Мова і четверта влада: мертва мова СТБ».

17-й конкурс 2012 року «Мова громадянства — українська»
- Віра Шелудько (1-е місце), студентка 5 курсу факультету філології та журналістики Полтавського національного педагогічного університету імені В. Г. Короленка, спеціальність — українська мова та література. Тема: «Соціолінгвальний аспект сучасного законодавства».
- Лілія Бусел (2-е місце), студентка 2 курсу Інституту філології та журналістики Східноєвропейського національного університету імені Лесі Українки (м. Луцьк), спеціальність — видавнича справа та редагування. Тема: «Мова громадянства — українська».
- Ірина Даниленко (3-є місце), студентка 5 курсу філологічного факультету Донецького національного університету, спеціальність — українська мова та література. Тема: «Вдосконалення мовної вправності учнів Донецька при написанні твору».

18-й конкурс 2013 року «Українська мова — чинник державотворення, національної безпеки та суверенітету»
- Богдана Куєвда (1-е місце), студентка 3 курсу Інституту філології Київського національного університету імені Тараса Шевченка, спеціальність — китайська мова. Тема: «Мова як гарант державного суверенітету».
- Христина Петрів (2-е місце), студентка 1 курсу магістратури Інституту філології Київського національного університету імені Тараса Шевченка, спеціальність — українська мова і література та іноземна мова. Тема: «Українська мова — чинник державотворення».
- Олеся Степанчук (3-є місце), студентка 2 курсу магістратури Інституту філології Київського національного університету імені Тараса Шевченка, спеціальність — англійська філологія та переклад. Тема: «Мова на сторожі української держави».

19-й конкурс 2014 року «Тарас Шевченко і українська мова»
(до 200-річного ювілею Т. Шевченка і 25-ліття ТУМ)
- Олеся Василець (1-е місце), студентка 4 курсу факультету української філології та соціальних комунікацій Луганського національного університету імені Тараса Шевченка (з вересня — магістрантці НаУКМА), спеціальність — журналістика. Тема: «Унікальність постаті Тараса Шевченка в українській словесності».
- Альона Манько (2-е місце), студентка 4 курсу факультету української філології та соціальних комунікацій Луганського національного університету імені Тараса Шевченка, спеціальність — українська мова і література та англійська мова і література. Тема: «Та нехай же я хоч через папір почую рідне слово…»
- Дарія Чайка (3-є місце), студентка 3 курсу факультету іноземних мов Донецького національного університету (з вересня — студентка Інституту філології КНУ), спеціальність — переклад (англійська та німецька мови). Тема: «„Садок вишневий коло хати“ в англомовних перекладах Г. Маршала та І. Желєзнової».
- Мар'яна Ковіна (3-є місце) студентка 4 курсу Інституту філології Київського національного університету імені Тараса Шевченка, спеціальність — переклад з англійської та німецької мов. Тема: «„Заповіт“ Т. Шевченка в перекладах Л. Войнич та Дж. Віра».
- Дейкун Олексій Петрович (3-є місце), студент 4 курсу Інституту філології Київського національного університету імені Тараса Шевченка, спеціальність — переклад з англійської та німецької мов. Тема: «Вірш Т. Шевченка „Мені однаково…“ в англомовних тлумаченнях Л. Войнич та В. Річ».